# Băbuești
Băbuești – wieś w Rumunii, w okręgu Vâlcea, w gminie Dăești. W 2011 roku liczyła 97 mieszkańców.